# Walid Mhadeb El Khatroushi
Walid Mhadeb El Khatroushi (tiếng Ả Rập: وليد مهذب الختروشي) (sinh ngày 6 tháng 11 năm 1985 ở Libya), hay Tofaha (trái táo trong tiếng Việt), là một tiền vệ bóng đá người Libya.

## Sự nghiệp
El-Khatroushi hiện tại thi đấu cho Al-Ittihad.
Anh cũng là một phần của Đội tuyển bóng đá quốc gia Libya, và từng là thành viên của đội tuyển Olympic Libya giành huy chương bạc tại Đại hội Thể thao Địa Trung Hải 2005.